# Галешняк
Галешняк (хорв. Galešnjak) — остров у хорватского побережья Адриатического моря.

## География
Площадь 132 475 м², длина береговой линии — 1545 метров. Владелец — Владо Джуреско.
Стал известен в феврале 2009 года, когда незадолго до дня Св. Валентина пользователи программы Google Earth обнаружили, что по форме он напоминает известный символ сердца.

## История
Впервые необычная форма острова была описана в начале XIX века картографом Наполеона, который включил его в свой атлас Далматинского побережья, изданный в 1806 году (ныне хранится в Национальной и университетской библиотеке Загреба).